# Ђесо (Болоња)
Ђесо (итал. Gesso) је насеље у Италији у округу Болоња, региону Емилија-Ромања.
Према процени из 2011. у насељу је живело 431 становника. Насеље се налази на надморској висини од 82 м.